# ایان بانن
ایان بانن (انگلیسی: Ian Bannen؛ ‏ ۲۹ ژوئن ۱۹۲۸ – ۳ نوامبر ۱۹۹۹) بازیگر اهل بریتانیا بود. 
از فیلم‌هایی که وی در آن نقش داشته‌است می‌توان به آن قطار زرهی لعنتی، همسر شیطان، شجاع‌دل، گاندی، آسیب و خم به ابرو نیاور، مرد بزرگ اشاره کرد.